# سام سيبيرت
سام سيبيرت (بالإنجليزية: Sam Sibert)‏ مواليد 11 فبراير 1949 في مك كورميك، هو لاعب كرة سلة أمريكي معتزل. بدأ مسيرته الاحترافية في سنة 1972. تم اختياره من قبل فريق سكرامنتو كينغز خلال الدرافت. لعب في الرابطة الوطنية لكرة السلة. حمل الرقم 25. يبلغ طوله 6 قدم 7 بوصة (2.0 م). اعتزل اللعب في 1973.

## روابط خارجية
- سام سيبيرت على موقع إن بي أي (الإنجليزية)
- سام سيبيرت على موقع سبورتس رفرنس (الإنجليزية)
- سام سيبيرت على موقع ريلجم (الإنجليزية)
- سام سيبيرت على موقع بروبوليرز (الإنجليزية)